# Hyperolius kuligae
Hyperolius kuligae és una espècie de granota de la família dels hiperòlids que viu al Camerun, el Gabon, Uganda i, possiblement també, a la República Democràtica del Congo, Guinea Equatorial i Ruanda.
Està amenaçada d'extinció per la pèrdua del seu hàbitat natural.